# سبنسر ديفيس
سبنسر ديفيس (بالإنجليزية: Spencer Davis) هو عازف قيثارة بريطاني، ولد في 17 يوليو 1939 في سوانزي في المملكة المتحدة.

## وصلات خارجية
- سبنسر ديفيس على موقع IMDb (الإنجليزية)
- سبنسر ديفيس على موقع ميوزك برينز (الإنجليزية)
- سبنسر ديفيس على موقع أول ميوزيك (الإنجليزية)
- سبنسر ديفيس على موقع ديسكوغز (الإنجليزية)
- سبنسر ديفيس على موقع قاعدة بيانات الفيلم (الإنجليزية)